# Stadion Dinamo w Benderach
Stadion Dinamo – stadion piłkarski w Benderach, w Mołdawii (Naddniestrzu). Obiekt może pomieścić 5061 widzów. Swoje spotkania rozgrywają na nim piłkarze klubu Tighina Bendery.